# Джонс (остров)
Джонс (англ. Johns Island) — остров вблизи побережья Южной Каролины. В административном отношении относится к округу Чарлстон, штат Южная Каролина, США.
Джонс — крупнейший остров Южной Каролины. Расположен к западу от острова Джеймс, к востоку от острова Уадмало и к северу от острова Кьява. С востока омывается рекой Стоно. Площадь Джонса состсавляет 216,8 км², что делает его 61-м крупнейшим островом США. Население острова по данным переписи 2000 года составляло 11 477 человек, однако оно очень быстро растёт и по данным на 2010 год насчитывает уже около 14 000 человек.
Примерно одна треть острова находится в пределах города Чарлстон.
Остров был назван первыми поселенцами в честь прихода Сент-Джон на Барбадосе.